# پاویه
پاویه (به صربی: Pavlje) یک منطقهٔ مسکونی در صربستان است که در نووی پازار واقع شده‌است.